# Закальницький Мар'ян Ігорович
Мар'ян Ігорович Закальницький (нар. 19 серпня 1994, с.Верхня, Калуський район, Івано-Франківська область, Україна) — український легкоатлет, Заслужений майстер спорту України зі спортивної ходьби. Чемпіон Європи зі спортивної ходьби (2018), срібний призер командних чемпіонатів світу 2017 та 2018 років, учасник та призер чемпіонатів України та міжнародних змагань.

## Спортивна кар'єра
Мар'ян Закальницький є вихованцем ДЮСШ управління освіти Калуської міської ради, перший тренер — Микола Богоносюк. Займатися спортивною ходьбою почав у 9 класі.
Переїхав до Києва у 2013 році, де тренується у Ірини та Олександра Шевченків. Виступає за КОЦОП.
У жовтні 2014 року дебютував на чемпіонаті України та здобув звання майстра спорту. На Чемпіонаті України серед молоді у 2016 році в Івано-Франківську став переможцем на дистанції 50 км.
Закінчив Калуський політехнічний коледж, студент факультету фізичного виховання Університету Григорія Сковороди в Переяславі.